# Eunidia rothkirchi
Eunidia rothkirchi es una especie de escarabajo longicornio del género Eunidia, categorizada en la tribu Eunidiini, de la subfamilia Lamiinae. Fue descrita por Breuning en 1954.

## Descripción
Mide 5 mm de longitud.

## Distribución
Se distribuye por Camerún.